# Florian Graf
Florian Graf, född 24 juli 1988, är en tysk skidskytt. Han debuterade i världscupen säsongen 2010/2011. Hans bästa individuella resultat i världscupen är en fjärdeplats från sprinttävlingen i Östersund den 1 december 2012.
Graf har två junior-VM-guld, från jaktstarten 2007 och stafetten 2009.
Graf vann showtävlingen World Team Challenge 2013 tillsammans med Laura Dahlmeier.